# Avgolemono

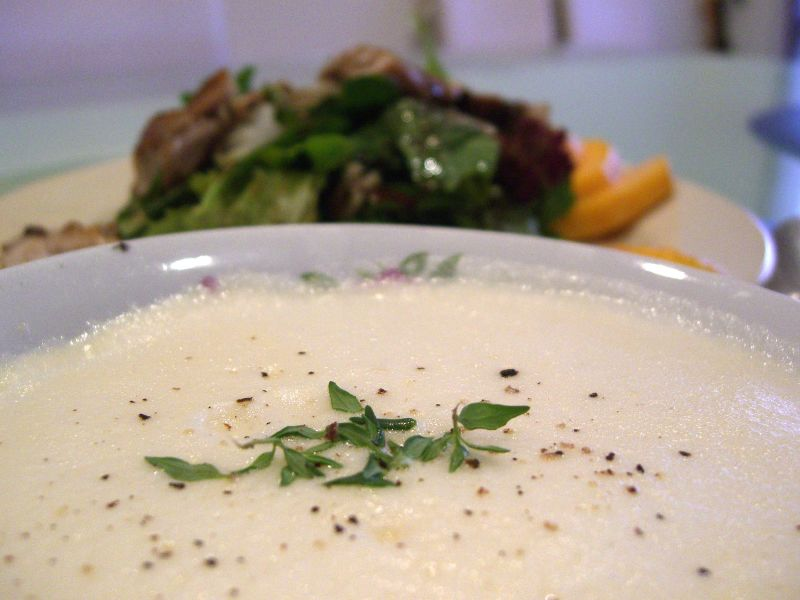
Avgolemono

Avgolemono (Grieks: αυγολέμονο) is een gerecht uit de Griekse keuken.  Het is familie van de mediterrane sauzen en soepen die gemaakt zijn van ei en citroensap, gemengd met verhitte bouillon.

## Naam
De Griekse naam avgolemono betekent letterlijk ei-citroen. In het Arabisch heet het tarbiya of beida bi-lemoune, wat ei met citroen betekent, en in het Turks wordt het terbiye genoemd. In de Joodse keuken wordt het agristada of salsa blanco genoemd en in de Italiaanse keuken brodetto. Het wordt ook veel gebruikt in de keuken van de Balkan.